# 포세이돈 (드라마)
《포세이돈》은 대한민국의 KBS 2TV에서 2011년 9월 19일부터 2011년 11월 8일까지 방영된 월화 미니시리즈이다. 기존의 식상한 형사물에서 벗어나 한국판 NCIS를 표방한 해양경찰이라는 파격적인 소재로 방영 전부터 장안의 큰 화제를 모았으며, 에릭, 유노윤호, 김강우, 김옥빈 등을 캐스팅하고 2010년부터 촬영에 들어갔지만, 소재 특성상 바다에서 배를 타는 장면이 많다보니 바다에 악영향을 주는 연평도 포격 및 기상 악화 등으로 촬영이 장기간 중단되자 오랜 대기에 지친 배우들은 모두 중도 하차하고 말았다. 이후 이성재, 최시원, 이시영 등 주연들을 새롭게 캐스팅한 뒤 2011년에 방영을 했고, 해경의 전폭적인 지원을 받으면서 촬영을 이어 나갔지만, 저조한 시청률로 막을 내렸다.

## 등장인물

### 주요 인물
- 최시원 : 김선우 역
- 이성재 : 권정률 역
- 이시영 : 이수윤 역

### 수사9과
- 한정수 : 오민혁 역
- 정운택 : 이충식 역
- 길용우 : 오용갑 역

### 본청
- 장동직 : 강주민 역
- 정윤호 : 강은철 역
- 임기혁 : 김상수 역
- 김태형 : 우현태 역
- 진희경 : 현해정 역
- 김윤서 : 홍지아 역
- 이동신 : 권창범 역
- 최정우 : 한상군 역

### 군산서
- 이병준 : 구서장 역
- 손종범 : 오경감 역
- 박성광 : 김대성 역
- 이상훈 : 이원탁 역

### 서해식당
- 박원숙 : 엄희숙 역
- 최란 : 영란 역

### 정률의 가족
- 전미선 : 박민정 역
- 김수현 : 권하나 역
- 이주실 : 차명주 역

### 빌런

#### 흑사회
- 김준배 : 정덕수 역
- 장원영 : 안동출 역
- 이한솔 : 창길 역
- 정호빈 : 정도영 역 - 이 드라마의 준 최종 보스.
- 임승대 : 김주영 역
- 현철호 : 서인준 역
- 장용 : 유영국 역 - 이 드라마의 진 최종 보스.
- 차기주 : 무영 역 - 이 드라마의 중간 보스.

### 그 외 인물
- 김재우 : 천하진 역
- 문준영 : 차현승 역
- 배진섭 : 문승찬 역
- 정현남
- 최일화 : 김선우 부 역
- 태항호
- 변정현
- 이우진 : 동네 건달 역
- 류대식
- 이찬영
- 김결
- 박대원 : 최희곤 역

### 특별 출연
- 정윤호 : 강은철 역
- 정주리 : 뒤태미녀 역
- 김선경 : 고나경 역
- 김승필 : 보안직원 역
- 신범식

## 시청률
아래의 파란색 숫자는 '최저 시청률'이고, 빨간색 숫자는 '최고 시청률'입니다. 시청률조사회사와 지역별로 시청률에 차이가 있을 수 있습니다.
| 2011년      | 2011년      | 2011년         | 2011년       | 2011년         | 2011년       |
| 회차        | 방송일      | TNmS 시청률    | TNmS 시청률  | AGB 시청률     | AGB 시청률   |
| 회차        | 방송일      | 대한민국(전국) | 서울(수도권) | 대한민국(전국) | 서울(수도권) |
| ----------- | ----------- | -------------- | ------------ | -------------- | ------------ |
| 제1회       | 9월 19일    | 7.6%           | 8.6%         | 6.8%           | 7.4%         |
| 제2회       | 9월 20일    | 6.6%           | 7.4%         | 7.1%           | 8.1%         |
| 제3회       | 9월 26일    | 7.0%           | 8.0%         | 6.4%           | 7.8%         |
| 제4회       | 9월 27일    | 6.2%           | 7.5%         | 6.3%           | 7.3%         |
| 제5회       | 10월 3일    | 5.0%           | 6.6%         | 7.4%           | 8.5%         |
| 제6회       | 10월 4일    | 6.4%           | 7.6%         | 5.8%           | 6.3%         |
| 제7회       | 10월 10일   | 5.6%           | 6.7%         | 6.6%           | 7.5%         |
| 제8회       | 10월 11일   | 9.2%           | 9.6%         | 8.5%           | 9.4%         |
| 제9회       | 10월 17일   | 9.2%           | 9.2%         | 7.9%           | 8.1%         |
| 제10회      | 10월 18일   | 8.3%           | 9.3%         | 7.4%           | 8.7%         |
| 제11회      | 10월 24일   | 9.3%           | 10.0%        | 7.1%           | 8.7%         |
| 제12회      | 10월 25일   | 9.2%           | 8.8%         | 7.3%           | 7.5%         |
| 제13회      | 10월 31일   | 8.4%           | 9.7%         | 7.3%           | 7.7%         |
| 제14회      | 11월 1일    | 9.4%           | 9.2%         | 7.7%           | 8.4%         |
| 제15회      | 11월 7일    | 8.4%           | 9.3%         | 8.2%           | 9.6%         |
| 제16회      | 11월 8일    | 10.3%          | 11.5%        | 8.9%           | 9.0%         |
| 평균 시청률 | 평균 시청률 | 7.9%           | 8.7%         | 7.3%           | 8.1%         |

## 참고 사항
- 작가(조규원)의 전 집필작인 KBS 2TV 아이리스 출연진에 속했던 최승현은 2016년 10월 대마초 2회, 대마 액상 2회 등 총 4회에 걸쳐 대마초를 흡연한 혐의로 징역 10개월에 집행유예 2년, 추징금 1만 2000원을 선고받아[5] KBS, MBC 출연금지 연예인 명단에 올라야 했는데 담당 PD(유철용)의 전 연출작이었던 MBC 슬픈 연가를 통해 처음 정극 연기에 도전한[6] MC몽은 최승현이 그랬던 것처럼 불미스러운 일 탓인지 KBS[7], MBC[8] 출연금지 연예인 명단에 올라야 했고 나중에는 SBS에서도 출연금지 연예인 명단에 올랐다.

## 경쟁 프로그램
- 계백 (MBC)
- 무사 백동수 (SBS)
- 천일의 약속 (SBS)